# Entelo

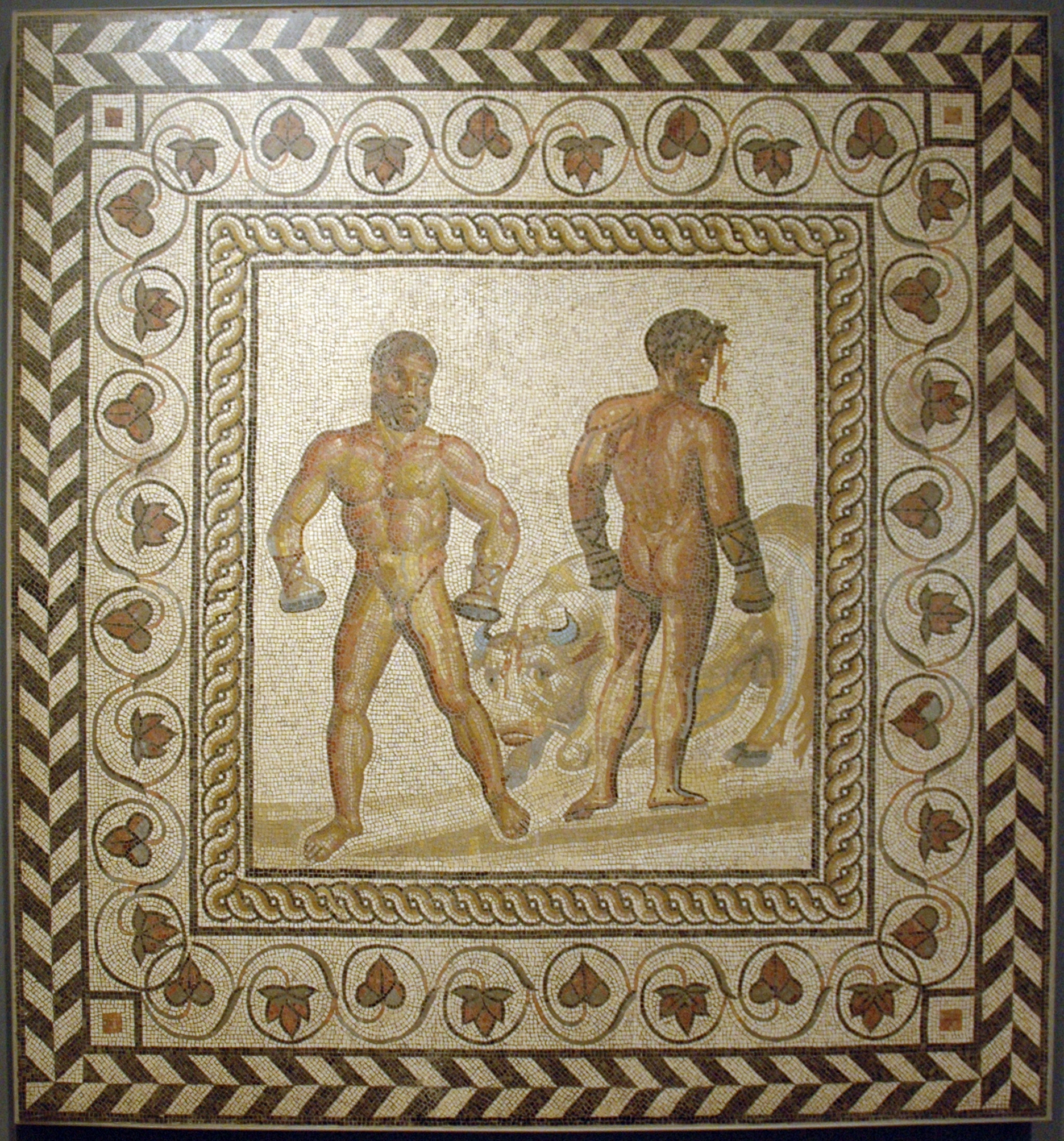
Batalla entre Entelo y Dares, Mosaico romano, circa 175 d.c, Getty Villa (71.AH.106)

En la mitología griega Entelo es el nombre de un famoso atleta troyano que, según Virgilio en su Eneida, luchó con Dares el Frigio en los juegos celebrados por Eneas en Sicilia, en el aniversario de la muerte de su padre Anquises.
Dares logró derribar a Entelo, ya viejo, pero éste se levantó con energía y fiereza emprendiendo nueva lucha con su rival hasta vencerlo, teniendo que desasirlo de sus manos los amigos del vencido. Para dar una prueba definitiva de las fuerzas que después de la lucha le restaban, Entelo se acercó al toro que le otorgaban como premio de la victoria y de un golpe de cesto lo derribó, rompiéndole el cráneo. Después de esta hazaña renunció para siempre a tomar parte en otros pugilatos.
- El contenido de este artículo incorpora material del tomo 20 de la Enciclopedia Universal Ilustrada Europeo-Americana (Espasa), cuya publicación fue anterior a 1945, por lo que se encuentra en el dominio público.

- Datos: Q5380134
- Multimedia: Entellus / Q5380134